# 日産GT 2012
日産GT 2012とは、2008年から実施されている日産自動車の5年事業計画新中期計画であり、NRP、日産180、日産バリューアップに次ぐ経営計画である。
これはNRP以降初めての5年事業計画である。

## コミットメント
- 品質領域でリーダーになること
- ゼロ・エミッション車でリーダーになること
  - 2010年度にアメリカと日本に電気自動車を投入、2012年度にはグローバルに量販し、ルノー・日産アライアンスにおいてイスラエルとデンマークで電気自動車を量販する予定。
- 5年間平均で売上高5%増大
  - 2012年までに60車種の新型車を投入予定。

## ブレークスルー
- 品質領域でリーダーになること
- ゼロエミッション車でリーダーになること
  - 上記の二つはコミットメントと連動。
- 事業の拡大
  - INFINITIブランドの拡大、小型商用車、エントリーカーのラインアップによる拡大。
- 市場の拡大
- コスト領域でリーダーになること

## 金融危機対策
2009年2月9日、2008年の世界同時不況を受けて、当計画の一時中断が発表された。ただし、コミットメントのうち、品質およびゼロ・エミッション車に関するものは継続される。また、新型車の投入は2009年以降平均で毎年10車種程度に縮小されることが発表された。